# 9677 Gowlandhopkins
9677 Gowlandhopkins è un asteroide della fascia principale. Scoperto nel 1960, presenta un'orbita caratterizzata da un semiasse maggiore pari a 3,0780318 UA e da un'eccentricità di 0,2625343, inclinata di 8,57546° rispetto all'eclittica.